# Y.A. Tittle
Yelberton Abraham Tittle (Marshall, 24 ottobre 1926 – Atherton, 8 ottobre 2017) è stato un giocatore di football americano statunitense che ha giocato nel ruolo di quarterback nella National Football League (NFL) e nella All-America Football Conference (AAFC). È stato inserito nella Pro Football Hall of Fame nel 1971.

## Carriera professionistica
Tittle iniziò la sua carriera con i Baltimore Colts della All-America Football Conference (AAFC) nel 1948, i quali alla fine confluirono nella NFL nel 1950. I Colts cessarono le attività dopo quella stagione e Tittle si unì ai San Francisco 49ers dove giocò per dieci stagioni, fino al 1960, spesso faticando per trovare spazio in campo. Nel 1951 e nel 1952, Frankie Albert giocò sempre nel ruolo di quarterback titolare e poi dal 1957 al 1960, John Brodie fu il titolare al posto di Tittle.
Nel 1961, i 49ers scambiarono Tittle coi New York Giants per la guardia Lou Cordileone, per lo stupore di quest'ultimo, un rookie, che si vide scambiato per "un quarterback di 42 anni". Tittle guidò i Giants a tre vittorie consecutive della propria division, in una squadra che comprendeva anche altri grandi giocatori come Del Shofner, Aaron Thomas, Joe Walton, Frank Gifford, Alex Webster, Dick Lynch, Jimmy Patton, Roosevelt Brown, Andy Robustelli, Sam Huff, Erich Barnes e Joe Morrison. Tittle lanciò sette passaggi da touchdown il 28 ottobre 1962, in una gara contro i Washington Redskins vinta dai Giants 49-34, un record condiviso che resiste ancora oggi. Nel 1963, stabilì il record NFL lanciando 36 passaggi da touchdown in una stagione, venendo nominato miglior giocatore della lega. In totale, Tittle lanciò un totale di 86 passaggi da touchdown tra il 1961 e il 1963, 80 dei quali avvennero in partite vinte dai Giants. Durante quei tre anni, i Giants raggiunsero sempre la finale del campionato NFL perdendola.
Nel 1964, l'ultima stagione del quarterback, i Giants vinsero solamente due partite. Tittle scese da 36 passaggi da touchdown e 14 intercetti nel 1963 a 10 touchdown e 22 intercetti nel 1964. Dopo quella stagione si ritirò.

## Palmarès

### Individuale
- MVP della NFL: 1

1963
- Convocazioni al Pro Bowl: 7

1953, 1954, 1957, 1959, 1961, 1962, 1963
- First-team All-Pro: 4

1957, 1961, 1962, 1963
- NEA MVP della NFL: 1

1961, 1963
- UPI MVP della NFL: 2

1957, 1962
- SN MVP della NFL: 2

1962, 1963
- Leader della NFL in passaggi da touchdown: 3

1955, 1962, 1963
- Club delle 500 yard passate in una singola gara
- Record NFL di passaggi da touchdown in una partita (7, condiviso)
- Pro Football Hall of Fame (Classe del 1971)
- New York Giants Ring of Honor (Classe del 2010)
- Numero 14 ritirato dai New York Giants